# Gugalanna
Gugalanna era una deidad de la mitología sumeria.
En la antigua Mesopotamia, Gugalanna, era "El gran toro del cielo" (lit. "gran toro del cielo" del sumerio gu=toro, gal=gran, an=cielo, -a=de), representaba a la constelación de Tauro. Fue el primer marido de Ereshkigal, reina del inframundo. Tentativamente ha sido identificado con Ennugi, dios de los diques y canales, más que con el toro del cielo.
Gugalanna había sido enviado por los dioses para tomar venganza sobre Gilgamesh y Enkidu por la muerte de Humbaba, guardián del "bosque de cedros" o del "cedro del corazón", bosques que ellos habían limpiado.
Después que Gilgamesh desprecia a Inanna, esta envía al "Toro del Cielo" para aterrorizar y comer piedras Erech. Inanna desde lo alto de la murallas de la ciudad ve a Enkidu, tomar al toro por las ancas, y sacudirlo en dirección a ella diciéndole "si te atrapara, te haría lo mismo". Tras acabar con el toro, los dioses hicieron enfermar a Enkidu, lo que con el tiempo, le provocó la muerte.